# Jakob Sprenger (politiker)
Jakob Sprenger, född 24 juli 1884 i Oberhausen, död 7 maj 1945 i Kössen, var en tysk nazistisk politiker och SA-Obergruppenführer. Han var Gauleiter i Hessen-Nassau från 1933 till 1945.

## Biografi
Sprenger deltog i första världskriget. År 1922 blev han medlem av Nationalsocialistiska tyska arbetarepartiet (NSDAP). Han gjorde snabb karriär i partiet och utnämndes 1927 till Gauleiter i Gau Hessen-Nassau-Süd. År 1933 blev han Gauleiter för det nybildade Gau Hessen-Nassau och två år senare riksståthållare i Folkstaten Hessen. År 1944 bildades Provinsen Nassau och Sprenger blev då dess Oberpräsident.
I slutet av mars 1945 flydde Sprenger från Frankfurt am Main till Kössen i Tyrolen. Där begick han senare självmord tillsammans med sin hustru.